# 恋のチューンネップ
『恋のチューンネップ』（こいのチューンネップ）は、1998年10月5日から1999年9月27日まで日本テレビ系列局で放送された広島テレビ製作の恋愛バラエティ番組。日本テレビ系全国ネットの深夜番組放送枠『ZZZ』月曜第2部の番組として放送。

## 概要
合同コンパをテーマにした深夜番組で、毎回特徴ある参加者たちが合コンを行う模様を放送していた。例えば、男性側はごく普通のメンバーなのに対して女性側はアニメのコスプレが大好きな女性だったり、女性の姿をしているが実は男性だったりといった特徴あるメンバーでセッティングしていた。また、男性側を全員東京大学出身者で揃えてセッティングしたこともある。
ネプチューンの冠番組の1つで、広島テレビ初制作の全国ネットバラエティ番組でもあった。

## 放送時間
いずれもJST。
- 月曜 24:20 - 24:50 （『ZZZ』月曜第2部、1998年10月 - 1999年3月）
- 月曜 24:12 - 24:47 （『ZZZ』月曜第2部、1999年3月 - 1999年9月）

## 出演者
- 名倉潤（ネプチューン）
- 原田泰造（ネプチューン）
- 堀内健（ネプチューン）
- 安西ひろこ

## エンディングテーマ
- 君を探して（ネプチューンのデビュー・シングル）
- beauties -beauty eyes-（FANATIC◇CRISIS）
- 雲よ月を覆ってしまえ（SHUUBI）
- I believe（CLOSE）
- Love you（CLOSE）
- NICE IN LIP+L（PENICILLIN）

## スタッフ
- ナレーター：諏訪部順一
- 構成：小笠原英樹、及川恒樹、中山維夫、金川愛久／大森うたえもん
- 技術：テクノマックス
- TD：高木敏文
- CAM：木下秀夫、鈴木智雄
- AUD：下田由紀
- VE：玉山秀隆
- 編集：柴崎弘（ビームテレビセンター）
- MA：澤田朋子（ビームテレビセンター）
- 音効：新井誠志（マジカル、前期）、川下祐佳（AXL、後期）
- 美術：広津憲久（テレフィット、前期）、林成利（テレフィット、後期）
- 調査：フルタイム（大本知美、菅原律）
- 協力：ジャパンテクニカルアート ほか
- ディレクター：植竹克之、中川有以努、木曽守、山下浩史
- 演出：鈴木守
- プロデューサー：杉浦正昭（広島テレビ）、日向野明（NCV）
- 制作協力：NCV Nippon Creative Vision
- 製作著作：広島テレビ放送

| 広島テレビ 月曜24:20枠 → 月曜24:12枠（『ZZZ』月曜第2部） | 広島テレビ 月曜24:20枠 → 月曜24:12枠（『ZZZ』月曜第2部） | 広島テレビ 月曜24:20枠 → 月曜24:12枠（『ZZZ』月曜第2部） |
| 前番組                                                   | 番組名                                                   | 次番組                                                   |
| -------------------------------------------------------- | -------------------------------------------------------- | -------------------------------------------------------- |
| 号外!!爆笑大問題 （24:20 - 24:50、月曜23:45枠へ移動）    | 恋のチューンネップ （1998年10月 - 1999年9月）            | 三宅裕司のワークパラダイス （24:12 - 24:47）             |